# Ulrich-von-Hutten-Gymnasium (Schlüchtern)
Das Ulrich-von-Hutten-Gymnasium (kurz: UvH) ist ein Gymnasium in Schlüchtern im Main-Kinzig-Kreis.

## Geschichte

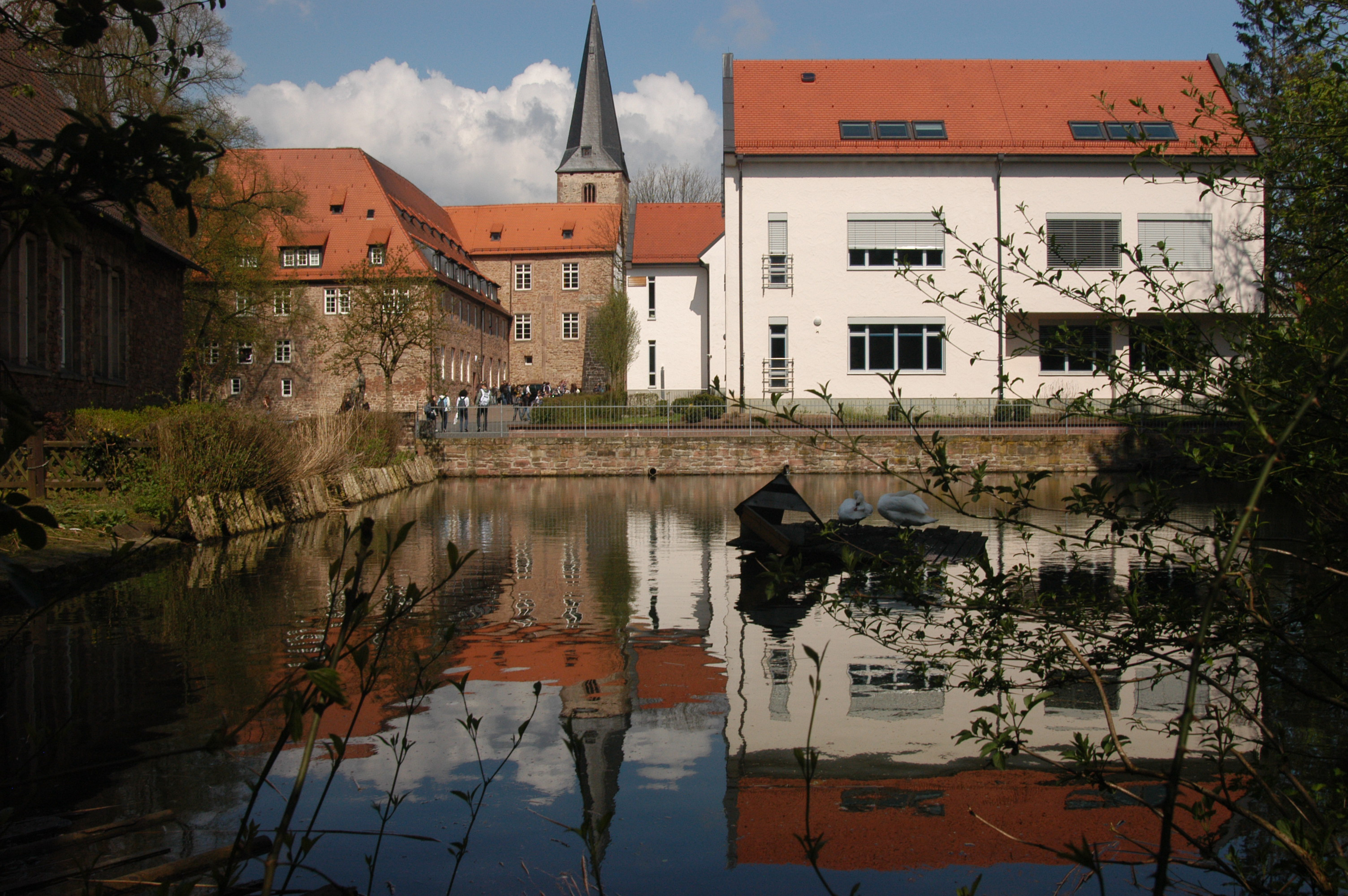
Blick vom ehemaligen Klosterweiher

Das Ulrich-von-Hutten-Gymnasium wurde nach dem aus Schlüchtern stammenden Humanisten und Reichsritter Ulrich von Hutten benannt und hat seinen Sitz im Kloster Schlüchtern, einem ehemaligen Benediktinerkloster.
Seit Abt Petrus Lotichius dort 1534 einen theologischen Lehrbetrieb gründete, ist das Kloster ununterbrochen Schulstandort. Im Siegel von 1581 findet sich bereits die Bezeichnung „Gymnasium“. Dieses Siegel ist heute ein Bestandteil des Logos der Schule.
Das heutige Gymnasium wurde im Jahr 1928 als Aufbauschule für Mädchen gegründet, wobei auch Jungen aufgenommen wurden. Der Unterricht begann im April 1928 für die erste Klasse 8 (Untertertia) mit 12 Schülerinnen und 17 Schülern. Neben dem damaligen Schulleiter Friedrich Fenner unterrichteten noch drei weitere Lehrerkräfte.
In der Zeit des Nationalsozialismus konnte 1934 die letzte an der Schule verbliebene jüdische Schülerin, Ruth Neuhof, dank des Einsatzes der damaligen Schulleiterin Professorin Margarete Adam ihr Abitur ablegen; in diesem Jahr fanden die ersten Reifeprüfungen seit der Gründung statt. Im Jahr 1938 erfolgte nach der nationalsozialistischen Schulreform eine Umwandlung in eine Aufbauschule für Jungen, da durch diese Reform Mädchen-Aufbauschulen nicht mehr von Jungen besucht werden sollten. Im selben Jahr wurde die Schule in Ulrich-von-Hutten-Schule umbenannt.
Während des Zweiten Weltkriegs – besonders ab 1941 – war ein geregelter Schulbetrieb kaum noch möglich und wurde im März 1945 völlig eingestellt. Anfang Dezember 1945 begann wieder der reguläre Unterricht; es wurden derzeit 200 Schüler von drei Lehrerinnen und drei Hilfskräften unterrichtet. Ostern 1946 wurden neben den Klassen der Aufbauschule die ersten beiden Sexten des Realgymnasiums eingeschult. Da die stetige Entwicklung des Gymnasiums und die wachsende Schülerzahl zu Raumproblemen führte, wurden im Dännerschen Haus zusätzlich Unterrichtsräume eingerichtet.
In den 1960er Jahren erfolgten wesentliche Baumaßnahmen. Anstelle der alten Klostermühle sowie von Stallungen und Scheunen wurde das heutige Lotichius-Haus als Neubau mit 16 Klassenräumen errichtet. 1968 erhielt die Aula durch einen aufwendigen Umbau ihre heutige Gestalt, außerdem wurde auf der Bornwiese eine neue Sporthalle gebaut. Die Umbenennung in Ulrich-von-Hutten-Gymnasium erfolgte 1978 anlässlich des 50-jährigen Jubiläums.
Nach Erweiterungsmaßnahmen ab Mitte der 1990er Jahre fand 1998 die Einweihung des Margarete-Adam-Hauses mit 12 Klassenräumen und einem Kunstraum statt. 2002 zog der naturwissenschaftliche Fachbereich in das Johann-Heinrich-Hadermann-Haus am Klosterweiher ein, die dadurch freiwerdenden Physikräume im Kloster wurden von der Informatik bezogen. 2004 entstanden im Untergeschoss des Klosters anstelle der alten Chemieräume zwei Musikräume. Im Zuge dieser Baumaßnahme wurde auch der Kreuzgang des alten Klosters wieder erschlossen. In das umgebaute Rudolfhaus zogen 2008 die Mediothek sowie der Fachbereich Kunst ein. Im Jahr 2009 wurde eine zweite Sporthalle auf der Bornwiese fertiggestellt. Bis 2019 fanden umfangreiche Sanierungsmaßnahmen des Lotichius-Hauses statt, das nach Einbau eines Aufzugs barrierefrei zugänglich ist.
Von 1941 bis zu seiner Schließung 1985 waren in dem der Schule angegliederten Schülerheim Hof Reith in etwa 2 Kilometern Entfernung am Rande Schlüchterns Internatsschüler untergebracht.

## Profil
Neben der naturwissenschaftlichen und sprachlichen Ausrichtung mit Englisch als erster sowie Latein bzw. Französisch als zweiter Fremdsprache wird besonderer Wert auf eine humanistische sowie künstlerisch-musikalische Bildung gelegt. Dazu zählen zum Beispiel Schulorchester, Schulchor, Jazz-Ensemble, die 1986 gegründete Big Band und eine Theater-AG. Des Weiteren werden verschiedene Sport- und Freizeit-AGs angeboten.
In der Mediothek können die Schülern mehr als 10.000 Bücher, Hörbücher und Filme ausleihen. Die Mediothek verfügt über Computerarbeitsplätze mit Internetzugang sowie Leseplätze.

## Stiftung Ulrich-von-Hutten-Gymnasium und Förderverein
Die 2004 gegründete Stiftung Ulrich-von-Hutten-Gymnasium hat das Ziel der Förderung besonders begabter Schüler in Form von Stipendien und Förderpreisen. Sie ermöglicht Studienreisen, die Teilnahme von Schülern an der Deutschen Schülerakademie, den Hessischen Schülerakademien, Sommercamps verschiedener Universitäten und Seminaren.
Der Förderverein der Schule wurde im Jahr 1994 aus dem Förderverein des ehemaligen Schülerheims Hof Reith begründet und unterstützt besondere Anschaffungen wie z. B. Musikinstrumente und Sportgeräte sowie Schulaktivitäten.

## Persönlichkeiten

### Schulleiter
- 1928–1931: Friedrich Fenner
- 1932–1939: Margarete Adam
- 1939–1945: Hans Ehrentreich
- 1946–1951: Viktor Gurski
- 1951–1957: Adolf Hofmann
- 1957–1971: Karl Aley
- 1971–1999: Erich Paetzold
- 1999–2012: Manfred Helwig
- 2012–2020: Hans-Michael Mahr
- seit 2020: Thomas Röder-Muhl

### Schüler (Auswahl)
- Ulrike Edschmid (* 1940), Schriftstellerin und Textilkünstlerin
- Dan Diner (* 1946), Historiker und politischer Schriftsteller
- Jo Flinner (* 1946), Jazz- und Fusionsmusiker
- Reinhold Heil (* 1954), Komponist, Tonmeister und Musiker
- Carsten Sostmeier (* 1960), Sportkommentator der ARD
- Stephan Lauber (* 1970), römisch-katholischer Theologe
- Markus Koch (* 1971), Journalist
- Immanuel Bloch (* 1972), Physiker
- Marcus Callies (* 1974), Linguist
- Michael Schneider (* 1977), evangelischer Theologe
- Anna Cavazzini (* 1982), Politikerin der Partei Bündnis 90/Grüne

### Lehrer (Auswahl)
- Renate Gärtner (* 1952), ehemalige deutsche Leichtathletin
- Georg Mein (* 1970), Literaturwissenschaftler